# Liste des intendants actuels des départements de l'Uruguay
 (août 2023).
Cette page dresse la liste des intendants actuels des 19 départements de l’Uruguay. L'intendant du département est élu au suffrage universel direct pour une durée de cinq ans. Il est aussi le maire de la ville chef-lieu du département.

## Intendants
| Département    | Nom                  | Depuis |
| -------------- | -------------------- | ------ |
| Artigas        | Pablo Caram          | 2015   |
| Canelones      | Yamandú Orsi         | 2015   |
| Cerro Largo    | Pablo Duarte         | 2019   |
| Colonia        | Carlos Moreira       | 2015   |
| Durazno        | Carmelo Vidalín      | 2015   |
| Flores         | Fernando Echeverría  | 2015   |
| Florida        | Guillermo López      | 2015   |
| Lavalleja      | Adriana Peña         | 2000   |
| Maldonado      | Enrique Antía        | 2015   |
| Montevideo     | Christian Di Candia  | 2019   |
| Paysandú       | Guillermo Caraballo  | 2015   |
| Río Negro      | Oscar Terzaghi       | 2015   |
| Rivera         | Richard Sander       | 2015   |
| Rocha          | Aníbal Pereyra       | 2015   |
| Salto          | Andrés Lima          | 2015   |
| San José       | José Luis Falero     | 2010   |
| Soriano        | Agustín Bascou       | 2015   |
| Tacuarembó     | Eber da Rosa Vázquez | 2015   |
| Treinta y Tres | Dardo Sánchez        | 2010   |

## Lien(s) externe(s)
- Intendants élus en mai 2010